# 走向幸福的国家
为2021年上映的韩国公路剧情片，由《那时候那些人》《下女》的导演林常树执导，崔岷植、朴海日主演。该片于2020年入围第73届戛纳电影节官方单元片单，2021年被选为第26届釜山国际电影节开幕影片，于10月6日在釜山举行首映。预计2024年在韩国院线正式上映。

## 剧情概要
影片讲述两个偶然相遇的男人，为了寻找人生最后的幸福而相伴一起去旅行的故事。

## 演员阵容

### 主要人物
- 崔岷植 饰演 203，在监狱服刑期间为了寻找人生最后的幸福而毅然越狱的囚犯。
- 朴海日 饰演 南植，稀里糊涂加入203特别旅行的男子。

### 其他人物
- 趙漢哲 饰演 强斗
- 林成宰 饰演 东治
- 李伊 饰演 金律师
- 尹汝貞 饰演 尹女士
- 尹帝文
- 郑敏圣
- 卢秀珊娜
- 李在仁
- 金麗珍
- 金明善

## 制作

### 拍摄
主体拍摄于2019年7月正式开始，历时3个月，于10月19日正式杀青。

## 发行
该片曾计划于2020年下半年在韩国上映。2020年上映告吹后，制作方Hive Media Crop的代表金元国在采访中表示，正在寻找合适的时机于2021年上映。
2021年9月入选第41届夏威夷国际电影节“Spotlight on Korea”单元；2021年11月被选为第16届伦敦韩国电影节闭幕影片、受邀参加第18届香港亚洲电影节；2022年4月被选为第20届佛罗伦萨韩国电影节的开幕影片；2022年10月被选为第17届巴黎韩国电影节闭幕影片。